# اچ‌ام‌اس ورولام (آر۲۸)
اچ‌ام‌اس ورولام (آر۲۸) (به انگلیسی: HMS Verulam (R28)) یک کشتی بود. این کشتی در سال ۱۹۴۲ ساخته شد.